# Succubus: Hell-Bent
Succubus: Hell-Bent es una película estadounidense de suspenso y terror de 2007, dirigida por Kim Bass, que a su vez la escribió, musicalizada por Geoff Levin, en la fotografía estuvo Andrew Giannetta y los protagonistas son Gary Busey, David Keith y Lorenzo Lamas, entre otros. El filme fue realizado por V1 Cut Productions, Panopoly Pictures, In The Light Entertainment y Bass Entertainment Pictures; se estrenó el 17 de abril de 2007.

## Sinopsis
Adán, rico y atractivo, conoce a una mujer que lo lleva a un mundo tenebroso donde tendrá que pelear con el mismísimo Satanás para poder huir.